# Явление архангела Михаила Иисусу Навину (икона Успенского собора Московского Кремля)
Явление архангела Михаила Иисусу Навину — русская икона XIII века. Находится в Успенском соборе Московского Кремля.

## История
Икона вероятно происходит из церкви Михаила Архангела, стоявшей на месте современного Архангельского собора, построенной московским князем Михаилом Хороборитом:169. По мнению И. Э. Грабаря, автор иконы «если не византиец, то, конечно, суздалец».
В Успенский собор икона попала при великом князе Василии III и митрополите Варлааме одновременно с иконой «Спас Златые власы».
Икона была раскрыта в 1920-е годы во Всероссийской реставрационной комиссии. Участвовала в III Реставрационной выставке ЦГРМ (Москва, 1927 год), выставке «Русское искусство от скифов до наших дней» (Париж, 1966—1967 годы).

## Иконография
Икона написана на сюжет ветхозаветной истории о явлении архангела Михаила Иисусу Навину (Нав. 5:13-15). Архангел Михаил изображён в полный рост, правой рукой над головой держит меч, левой — ножны. У ног архангела изображён коленопреклонённый Иисус Навин.
Икона имеет многочисленные утраты, левкас местами утрачен и на полях частично заменён новым. Оригинальная живопись лика архангела сохранился только в правой части (в левой части лика живопись утрачена до доски:169), но в целом фигура сохранилась неплохо. Фигура Иисуса Навина сохранилась плохо. В верхней части иконы сохранились следы надписей.
Академик В. Н. Лазарев отмечает:

Примечателен густой, сумрачный колорит иконы, явно подражающий драгоценной эмали. Обильная золотая штриховка кольчуги и крыльев, а также золотой орнамент плаща, штанов и рубахи придают особую нарядность иконе, в которой парадная торжественность своеобразно сочетается с высокой одухотворенностью строгого, восходящего к традициям XII века лика:46.